# Parides agavus
Parides agavus är en fjärilsart som först beskrevs av Dru Drury 1782.  Parides agavus ingår i släktet Parides och familjen riddarfjärilar. Inga underarter finns listade i Catalogue of Life.

## Bildgalleri

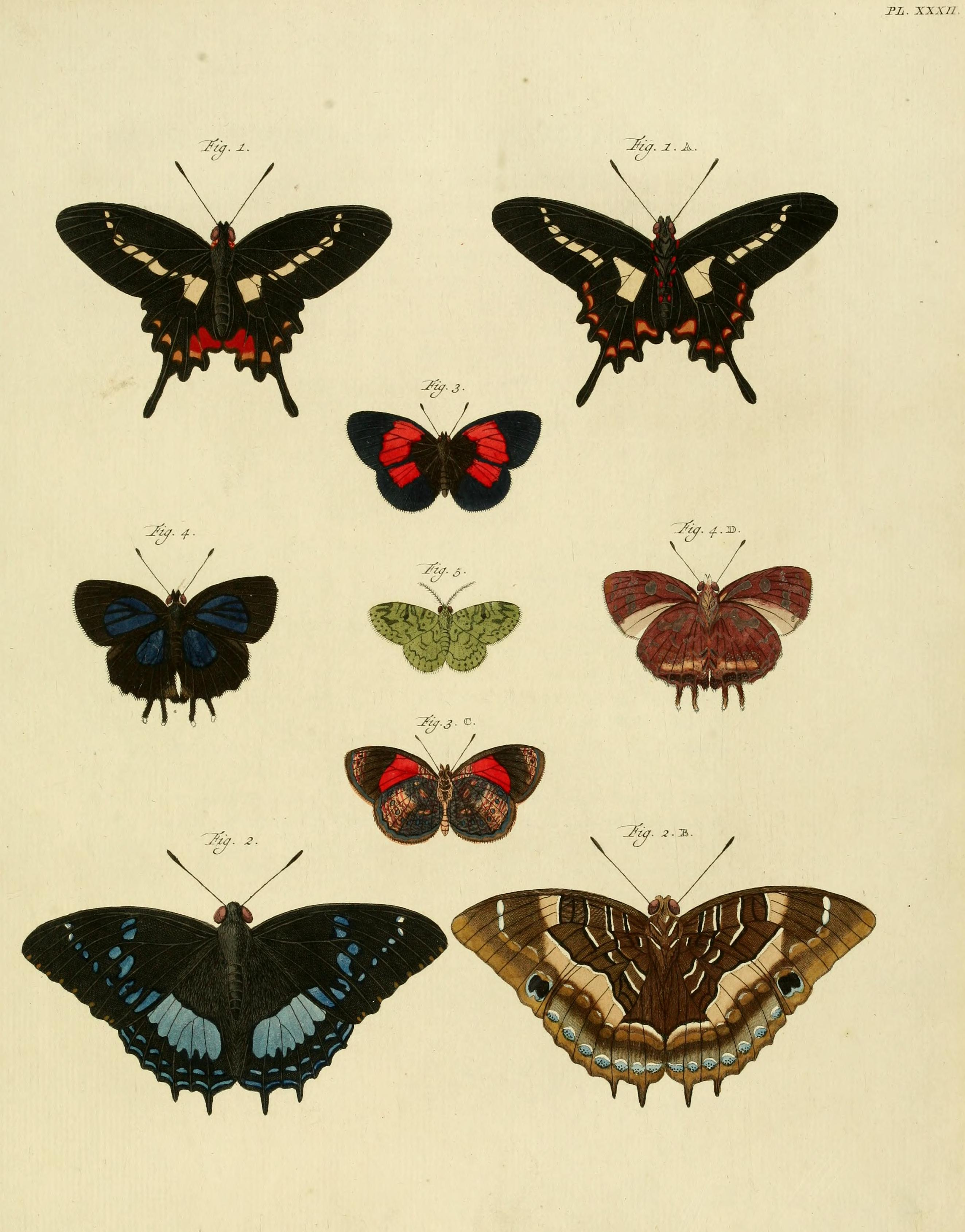
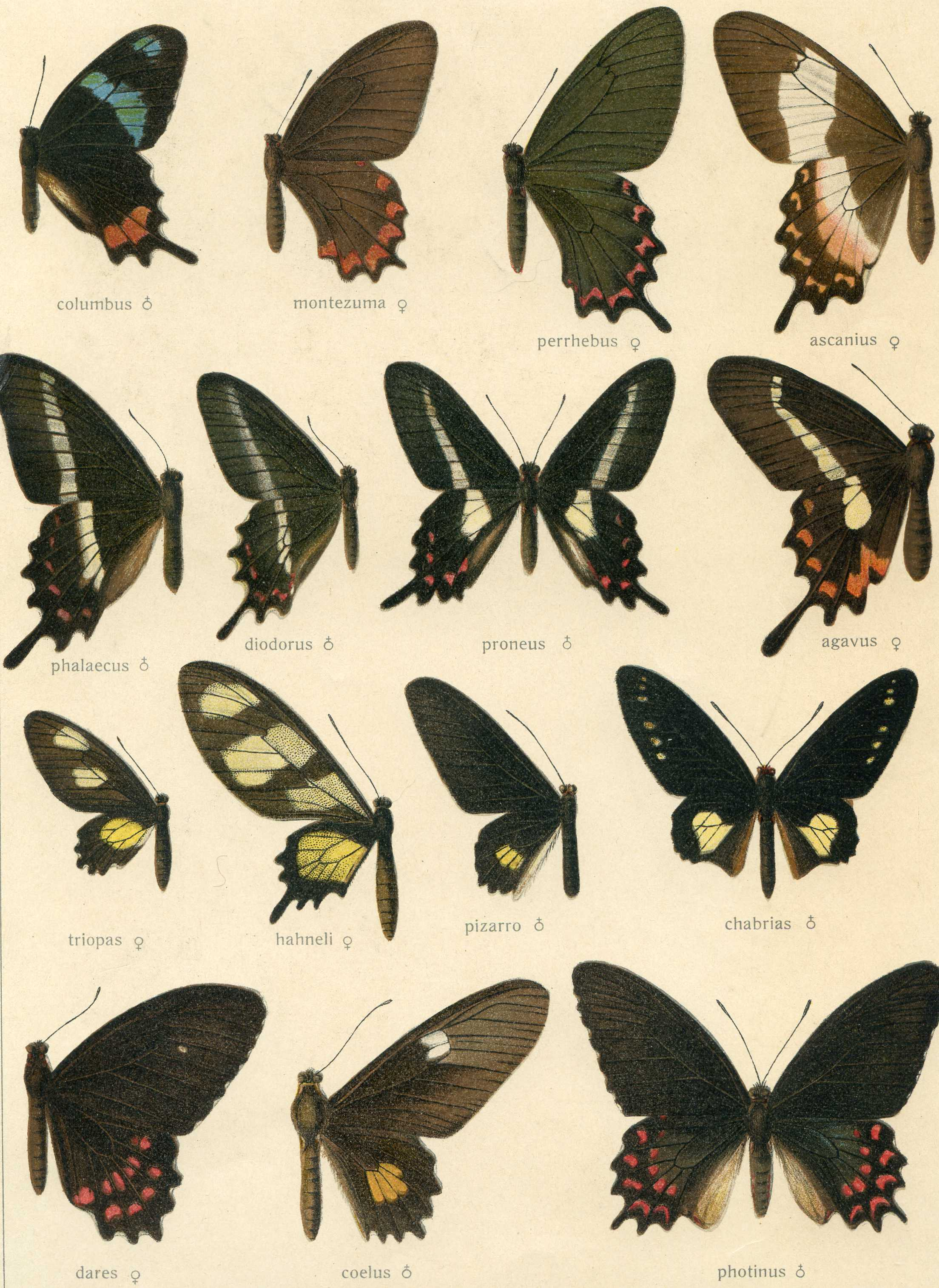